# Mycerobas
Mycerobas – rodzaj ptaków z podrodziny łuskaczy (Carduelinae) w rodzinie łuszczakowatych (Fringillidae).

## Zasięg występowania
Rodzaj obejmuje gatunki występujące w Azji.

## Morfologia
Długość ciała 22–24 cm; masa ciała 50–83 g.

## Systematyka

### Etymologia
Mycerobas: gr. μουκηροβας moukērobas, μουκηροβατος moukērobatos „łamacz orzechów”, od μυκηρος mukēros „migdał”; αγνυμι agnumi „łamać”.

### Podział systematyczny
Do rodzaju należą następujące gatunki:
- Mycerobas carnipes (Hodgson, 1836) – grubodziób żałobny
- Mycerobas melanozanthos (Hodgson, 1836) – grubodziób czarnogrzbiety
- Mycerobas icterioides (Vigors, 1831) – grubodziób czarno-żółty
- Mycerobas affinis (Blyth, 1855) – grubodziób obrożny